# Morti nel 1094
| Questa pagina contiene informazioni ricavate automaticamente dalle voci biografiche con l'ausilio del template Bio e di un bot. L'aggiornamento è periodico e automatico e ricostruisce completamente la pagina. Se manca una persona in questa lista, sei pregato di non aggiungerla, ma accertati piuttosto che la sua voce biografica contenga il template Bio e che i dati anagrafici siano correttamente compilati. Se il template Bio manca, inseriscilo tu stesso o, in alternativa, metti l'avviso {{tmp\|Bio}} che ne segnala la mancanza. Se i dati riportati sono sbagliati, correggi direttamente la voce biografica; le modifiche saranno visibili in questa lista entro pochi giorni. Per chiarimenti vedi il progetto biografie. La lista contiene solo le 18 persone che sono citate nell'enciclopedia e per le quali è stato implementato correttamente il template Bio. Pagina aggiornata al 13 gen 2025. |

- 3 febbraio - Al-Muqtadi, califfo (n. 1056)
- 5 marzo - Giuditta di Fiandra, nobile tedesca (n. 1033)
- 2 giugno - Nicola Pellegrino, santo bizantino (n. 1075)
- 4 giugno - Sancho Ramírez d'Aragona, re
- 27 luglio - Ruggero II di Montgomery, nobile francese
- 12 novembre - Duncan II di Scozia, re
- 29 novembre - Roger de Beaumont, nobile normanno (n. 1015)
- 29 dicembre - Al-Mustanṣir bi-llāh, imam siriano (n. 1029)
- Al-Badr al-Jamali, militare e funzionario armeno (n. 1015)
- Buzan di Edessa, emiro turco
- Guglielmo IV di Tolosa, nobile
- Guitmondo, monaco cristiano, teologo e vescovo francese
- Mahmud I Selgiuchide, sovrano turco (n. 1088)
- Manegoldo il Vecchio, nobile tedesco (n. 1034)
- Aq Sunqur al-Hajib, condottiero turco
- Terken Khatun, principessa turca (n. 1053)
- Wulfnoth Godwinson, nobile anglosassone (n. 1040)
- Abu ʿUbayd al-Bakri, geografo e storico arabo (n. 1014)